# Lymnas pixe
Lymnas pixe är en fjärilsart som beskrevs av Jean Baptiste Boisduval 1836. Lymnas pixe ingår i släktet Lymnas och familjen Riodinidae. Inga underarter finns listade i Catalogue of Life.